# Langarīz
Langarīz (persiska: لَنگَرِس, لَنگَريس, لَنگار, لنگریز) är en ort i Iran.   Den ligger i provinsen Kurdistan, i den nordvästra delen av landet, 400 km väster om huvudstaden Teheran. Langarīz ligger 1 359 meter över havet och antalet invånare är 243.
Terrängen runt Langarīz är kuperad åt sydost, men åt nordväst är den bergig. Langarīz ligger nere i en dal.Runt Langarīz är det ganska tätbefolkat, med 60 invånare per kvadratkilometer. Närmaste större samhälle är Sarvābād, 15,3 km nordväst om Langarīz. Trakten runt Langarīz består till största delen av jordbruksmark.